# Lista de navios lançados em agosto de 1942
A seguir está uma lista como os navios lançados ao mar no mês de agosto de 1942.
| Data          | Navio                       | País           | Construtor                            | Localização            | Classe                      | Notas |
| ------------- | --------------------------- | -------------- | ------------------------------------- | ---------------------- | --------------------------- | ----- |
| 1 de agosto   | USS Croatan (CVE-25)        | Estados Unidos | Seattle-Tacoma Shipyard               | Seattle, WA            | Bogue                       |       |
| 11 de agosto  | SS Empire Dace              | Reino Unido    | Swan, Hunter & Wigham Richardson Ltd  | Newcastle upon Tyne    | Balsa                       |       |
| 11 de agosto  | HMS Wren (U28)              | Reino Unido    |                                       |                        | Black Swan (modificado)     |       |
| 22 de agosto  | USS Independence (CVL-22)   | Estados Unidos | New York Shipbuilding                 | New York City          | Classe Indenpendence        |       |
| 23 de agosto  | USS Prince William (CVE-31) | Estados Unidos | Seattle-Tacoma Shipyard               | Seattle, WA            | Bogue                       |       |
| 25 de agosto  | HMCS Haida (G63)            | Canadá         |                                       |                        | Tribal                      |       |
| 25 de agosto  | HMS Whimbrel (U29)          | Reino Unido    |                                       |                        | Black Swan (modificado)     |       |
| 25 de agosto  | Empire Roach                | Reino Unido    | Swan, Hunter & Wigham Richardson Ltd  | Newcastle upon Tyne    | Navio costeiro              |       |
| 26 de agosto  | USS Boston (CA-69)          | Estados Unidos | Fore River Shipyard                   | Quincy, Massachusetts  | Baltimore                   |       |
| 27 de agosto  | USS Iowa (BB-61)            | Estados Unidos | New York Navy Yard                    | Brooklyn               | Classe Iowa                 |       |
| 27 de agosto  | MV Epire Castle             | Reino Unido    | Harland and Wolff                     | Belfast                | Navio cargueiro regrigerado |       |
| 27 de agosto  | MV Empire Cavalier          | Reino Unido    | Sir J Laing & Sons Ltd                | Sunderland             | Navio tanque                |       |
| 27 de agosto  | Empire Ned                  | Reino Unido    | A Hall & Co Ltd                       | Aberdeen               | Rebocador                   |       |
| 27 de agosto  | Empire Pixie                | Reino Unido    | Goole Shipbuilding & Repairing Co Ltd | Goole                  | Rebocador                   |       |
| 30 de agosto  | USS Intrepid (CV-11)        | Estados Unidos | Newport News Shipbuilding             | Newport News, Virginia | Classe Essex                |       |
| 31 de agosto  | NSS Thomas T. Tucker        | Estados Unidos |                                       |                        | Classe Liberty              |       |
| 7 de setembro | USS Glacier (CVE-33)        | Estados Unidos | Seattle-Tacoma Shipyard               | Seattle, WA            | Bogue                       |       |